# Pooch Hall
Marion H. Pooch Hall, Jr., né le 8 février 1977 à Brockton, dans l'État du Massachusetts, aux États-Unis, c'est un acteur, rappeur et mannequin américain. 

## Biographie

### Enfance et jeunesse
Il est né le 8 février 1977 à Brockton, dans le Massachusetts aux États-Unis. 
Fils de Marion H. Hall, Sr. et de Cindy Hall.
Il a fréquenté la Brockton High School, ensuite l'Université du Massachusetts à Dartmouth où il a eu sa première expérience avec la UMass Dartmouth Theatre Company.
En 1994, il remporte les Golden Gloves au sud de la Nouvelle-Angleterre en tant que boxeur. 

### Vie privée
Il rencontre sa future femme Linda Salle en 1996, alors qu'elle était en première année universitaire. Ils se sont mariés en 1997. et ils sont parents de quatre enfants.

### Carrière
Il est connu pour son rôle de Derwin Davis, un joueur de football américain dans la sitcom The Game, et en tant que Ricky dans le film Jumping the Broom en 2011. En 2013 il joue le personnage de Daryll Donovan dans la série télévisée Ray Donovan.
Pooch Hall a dépeint Mohamed Ali dans le film biographique sportive de 2016, Chuck, à propos de l'adversaire d'Ali, Chuck Wepner, et du combat de boxe pour le titre des poids lourds Ali-Wepner en 1975.

## Filmographie

### Au cinéma
- 2021 : Cherry d'Anthony et Joe Russo : le sergent Whomever
- 2017 : A Dog's Purpose : Al
- 2016 : Chuck : Mohamed Ali
- 2015 : Carter High : Coach Vonner
- 2011 : Jumping the Broom : Ricky
- 2006 : Blind Dating : Jay
- 2006 : Hood of Horror : Sodod of Horror
- 2004 : Black Cloud : Rocket Ray Tracey
- 2003 : Beacon Hill : Michael Cannon
- 2001 : Blue Hill Avenue : Billy Schlep Rock Brown
- 2001 : Lift : Derek

### À la télévision

#### Séries télévisées
- 2002 : FBI : Portés disparus : Lionel
- 2017 : Esprits criminels : FBI Trainee Clark
- 2016 : Hell's Kitchen : Lui-même
- 2013 : La Diva du divan : Blake Bridges
- 2013–présent : Ray Donovan : Daryll Donovan
- 2012 : Royal Pains : JJ Small
- 2012 : Warehouse 13 : Cody Bell
- 2011–2013 : Suits : Avocats sur mesure : Jimmy
- 2009–2010 : Parents par accident : Ryan
- 2006–2015 : The Game : Derwin Davis
- 2006 : Pepper Dennis : Garfield
- 2005 : Miracle's Boys : Tyree
- 2004 : Without a Trace : Lionelhe Season

#### Téléfilms
- 2022 : Ray Donovan: The Movie (téléfilm) de David Hollander
- 2010 : Stomp the Yard: Homecoming : Dane
- 2009 : Diary of a Champion : Terrell Thomas
- 2009 : Xtra Credit : Shawn Hadley
- 2008 : Courtroom K : Orangelo Tell
- 2004 : Christmas at Water's Edge : Tre